# Mihail Dudaš
Mihail Dudaš (srb. Михаил Дудаш; ur. 1 listopada 1989 w Nowym Sadzie) – serbski lekkoatleta specjalizujący się w wielobojach.
Zajął piętnaste miejsce w mistrzostwach Europy juniorów w Hengelo (2007). W 2008 roku wywalczył brązowy krążek juniorskich mistrzostw świata, a w 2009 także był trzeci i zdobył brąz na młodzieżowym czempionacie Starego Kontynentu. W 2011 ponownie był trzeci podczas młodzieżowych mistrzostw Europy. W 2013 roku został brązowym medalistą halowych mistrzostw Europy w Göteborgu. Trzy lata później został brązowym medalistą czempionatu na Starym Kontynencie w Amsterdamie, a w 2017 zajął 14. miejsce w halowych mistrzostwach Europy w Belgradzie, a także nie ukończył rywalizacji wieloboistów podczas mistrzostw świata w Londynie.
Reprezentuje Serbię w drużynowych mistrzostwach Europy w skoku w dal oraz biegach rozstawnych 4 × 100 i 4 × 400 metrów.

## Osiągnięcia
| Rok  | Impreza                        | Miejsce        | Konkurencja   | Lokata      | Wynik     |
| ---- | ------------------------------ | -------------- | ------------- | ----------- | --------- |
| 2007 | Mistrzostwa Europy juniorów    | Hengelo        | dziesięciobój | 15. miejsce | 7072 pkt. |
| 2008 | Mistrzostwa świata juniorów    | Bydgoszcz      | dziesięciobój | 3. miejsce  | 7663 pkt. |
| 2009 | Młodzieżowe mistrzostwa Europy | Kowno          | dziesięciobój | 3. miejsce  | 7855 pkt. |
| 2010 | Puchar interkontynentalny      | Split          | skok wzwyż    | 7. miejsce  | 1,98      |
| 2011 | Młodzieżowe mistrzostwa Europy | Ostrawa        | dziesięciobój | 3. miejsce  | 8117 pkt. |
| 2011 | Mistrzostwa świata             | Daegu          | dziesięciobój | 6. miejsce  | 8256 pkt. |
| 2012 | Mistrzostwa Europy             | Helsinki       | dziesięciobój | 4. miejsce  | 8154 pkt. |
| 2012 | Igrzyska olimpijskie           | Londyn         | dziesięciobój | –           | DNF       |
| 2013 | Halowe mistrzostwa Europy      | Göteborg       | siedmiobój    | 3. miejsce  | 6099 pkt. |
| 2013 | Mistrzostwa świata             | Moskwa         | dziesięciobój | 14. miejsce | 8275 pkt. |
| 2016 | Mistrzostwa Europy             | Amsterdam      | dziesięciobój | 3. miejsce  | 8153 pkt. |
| 2016 | Igrzyska olimpijskie           | Rio de Janeiro | dziesięciobój | –           | DNF       |
| 2017 | Halowe mistrzostwa Europy      | Belgrad        | siedmiobój    | 14. miejsce | 5239 pkt. |
| 2017 | Mistrzostwa świata             | Londyn         | dziesięciobój | –           | DNF       |

## Rekordy życiowe
- dziesięciobój lekkoatletyczny – 8275 pkt. (11 sierpnia 2013, Moskwa) rekord Serbii
- siedmiobój lekkoatletyczny – 6099 pkt. (3 marca 2013, Göteborg) rekord Serbii